# کاپیم گروسو
کاپیم گروسو (به پرتغالی: Capim Grosso) یک منطقهٔ مسکونی در برزیل است که در باهیا واقع شده‌است. کاپیم گروسو ۳۰٬۸۶۲ نفر جمعیت دارد.